# Sichega dor-a-watda
Sichega dor-a-watda (시체가 돌아왔다?, 屍體가 돌아왔다?, Sich'eka tolawattaMR; lett. "Riprendersi il cadavere"), noto anche con il titolo internazionale Over My Dead Body (lett. "Sopra il mio corpo morto") è un film del 2012 scritto e diretto da Woo Seon-ho.

## Trama
Baek Hyun-chul e Han Jin-soo svolgono delle importanti ricerche sulla cura per il cancro alla pelle, tuttavia il capo della loro compagnia farmaceutica, Kim Taek-soo, avendo intenzione di chiudere il laboratorio e vendere all'estero i risultati del lavoro svolto, invia Steve Jung e gli uomini al suo servizio per "convincere" i due a demordere. Hyun-chul e Jin-soo sono costretti a fuggire, ma gli scagnozzi di Jung fanno cadere quest'ultimo dopo un inseguimento in macchina in coma profondo.
Nel frattempo, Taek-soo viene tradito e ucciso da Jung, desideroso di impadronirsi del denaro e del frutto delle ricerche, non sapendo che nel corpo di Taek-soo è impiantato un preziosissimo microchip. Hyun-chul e la figlia di Jin-soo, per vendicarsi, decidono così di rubare il cadavere di Taek-soo, estrarre il chip e potere quindi sostenere le spese ospedaliere di Jin-soo. Nel frattempo, anche la poliziotta Jang Ha-yeon viene però a conoscenza della situazione, e si mette anch'ella alla ricerca del cadavere.

## Distribuzione
In Corea del Sud, la pellicola è stata distribuita a partire dal 29 marzo 2012 da CJ E&M.